# 周贤觉
周贤觉，中华人民共和国政治人物、外交官。1986年，担任中华人民共和国驻中非大使。1990年，接替李培宜担任中华人民共和国驻多哥大使。1993年，由孙昆山接任，其改任中华人民共和国驻扎伊尔共和国大使。